# Associatie van wegedoorn en eenstijlige meidoorn
De associatie van wegedoorn en eenstijlige meidoorn (Rhamno-Crataegetum) is een associatie uit het liguster-verbond (Berberidion vulgaris). De associatie omvat hoge, dichte, rijk gestructureerde loofstruwelen die voorkomen in de kalkrijke duinen.
Deze associatie is in Nederland plaatselijk algemeen in de kustduinen, en in Vlaanderen zeldzaam.

## Naamgeving en codering
- Syntaxoncode voor Nederland (rVvN): r40Ac01
- BWK-karteringscodes: sd(b), sp

De wetenschappelijke naam Rhamno-Crataegetum is afgeleid van de botanische namen van de dominante soorten van de associatie: wegedoorn (Rhamnus cathartica) en eenstijlige meidoorn (Crataegus monogyna).

## Fysiognomie
De associatie van wegedoorn en eenstijlige meidoorn vormt een dicht, tot twaalf meter hoog loofstruweel, waarin vaak een hoge en een lage struiklaag te onderscheiden zijn. Deze is goed ontwikkeld en zeer gedifferentieerd. De kruidlaag en de moslaag zijn meestal goed ontwikkeld. Een beperkte boomlaag met zomereik kan aanwezig zijn.

## Ecologie
De associatie van wegedoorn en eenstijlige meidoorn komt voor in kalkrijke midden- en binnenduinen, in niet al te natte duinvalleien en aan de voet van  (meestal op het noorden geëxponeerde) hellingen waar door erosie humusrijk zand is afgezet. De A1-horizont is goed ontwikkeld, met 10%–15% humus, en de kalkrijkdom van de bodem zorgt voor een snelle mineralisatie van het aangevoerde organische materiaal, wat nitrofieten aantrekt.

### Syndynamiek
De associatie van wegedoorn en eenstijlige meidoorn ontwikkelt zich uit de duingraslanden van de duin-paardenbloem-associatie, al dan niet via de tussenstap van de associatie van duindoorn en vlier of de associatie van duindoorn en liguster, en dat door het terugvallen van de beweiding en bij onvoldoende begrazing door onder andere konijnen. Deze ontwikkeling gaat meestal ten koste van de grote soortendiversiteit van deze graslanden.
De associatie kan zich uiteindelijk verder ontwikkelen naar een beuken-zomereikenbos met lelietje-van-dalen. Door een toename van de begrazing wordt het struweel teruggedrongen en kunnen terug duingraslanden van de duin-paardenbloem-associatie ontstaan.

## Fauna
De associatie van wegedoorn en eenstijlige meidoorn vormt een zeer belangrijke schuil- en opgroeiplaats voor de duinparelmoervlinder.

## Verspreiding
Het Europese verspreidingsgebied van de associatie van wegedoorn en eenstijlige meidoorn omvat de Atlantische kusten van Normandië tot in Noord-Holland, met fragmenten tot aan de Duitse Oostzeekust en op de Waddeneilanden, en langs de kusten van Groot-Brittannië.
In Nederland kent deze associatie haar grootste areaal in de duinen van Voorne, de Wassenaarse duinen en bij Haarlem.
In Vlaanderen is deze associatie zeer zeldzaam, daar de meeste struwelen nog niet goed ontwikkeld zijn.

## Diagnostische taxa voor Nederland en Vlaanderen

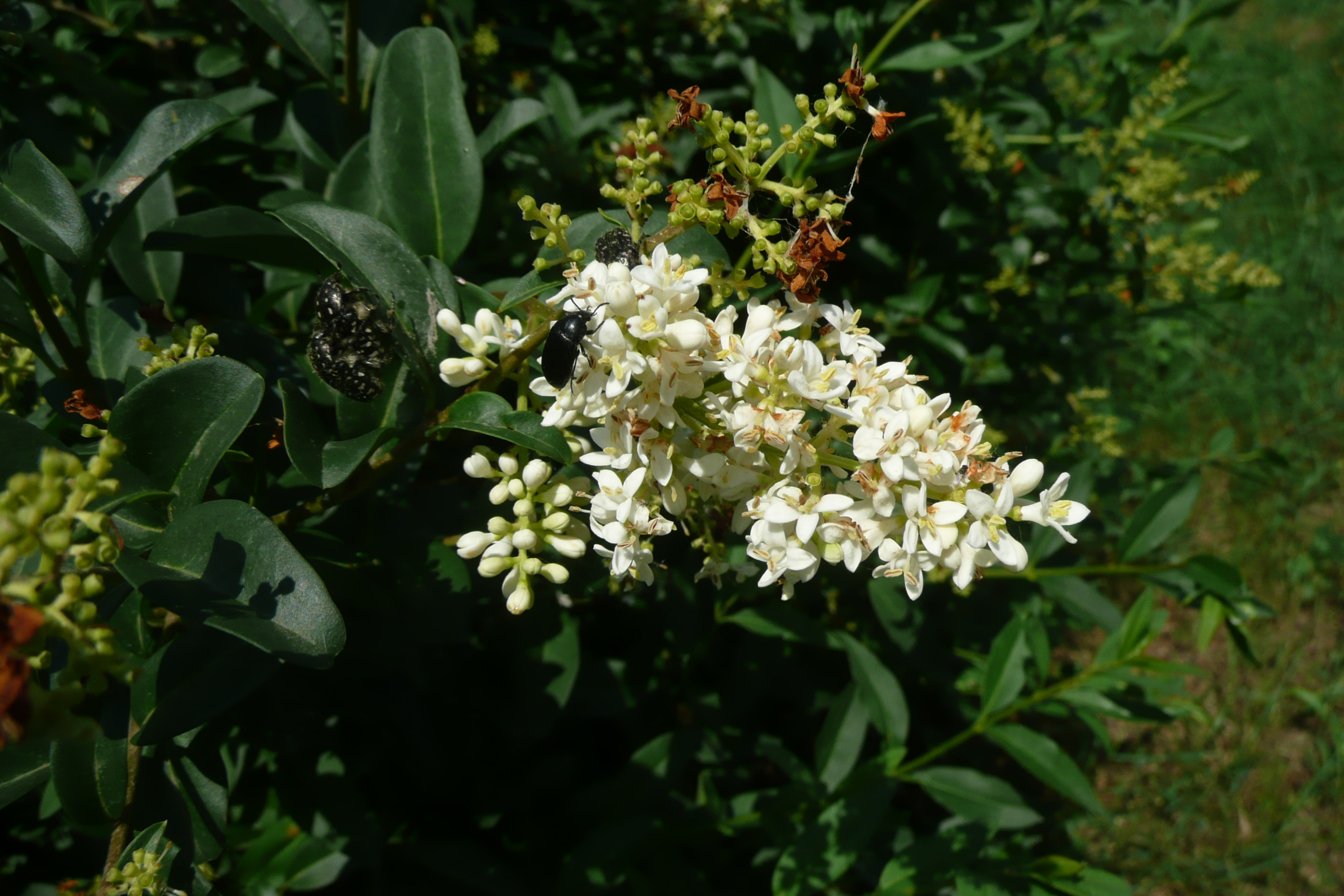
Wilde liguster

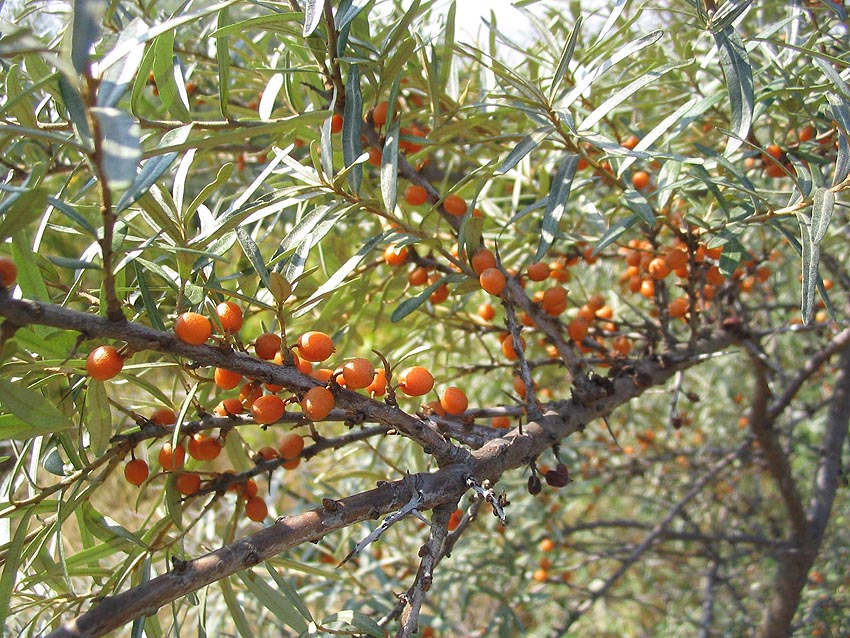
Duindoorn

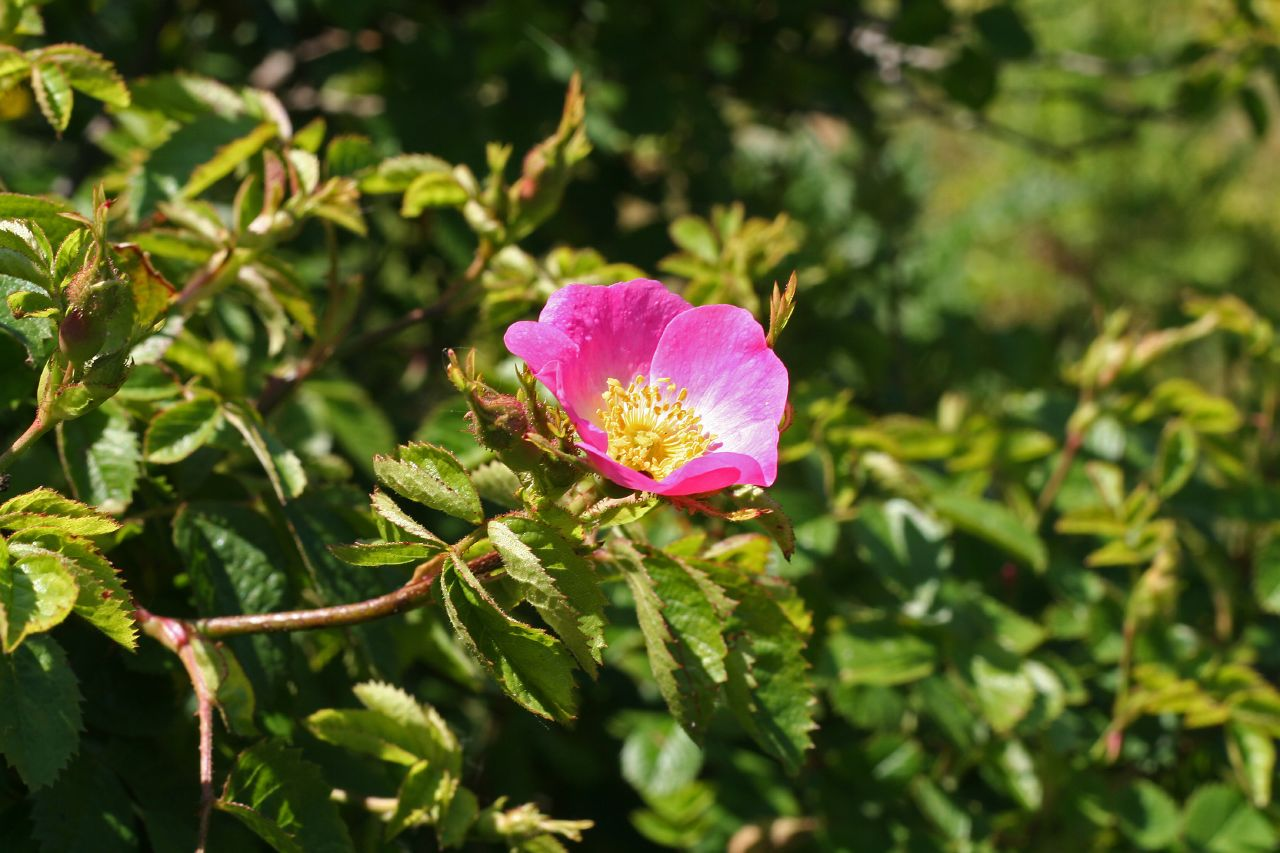
Egelantier

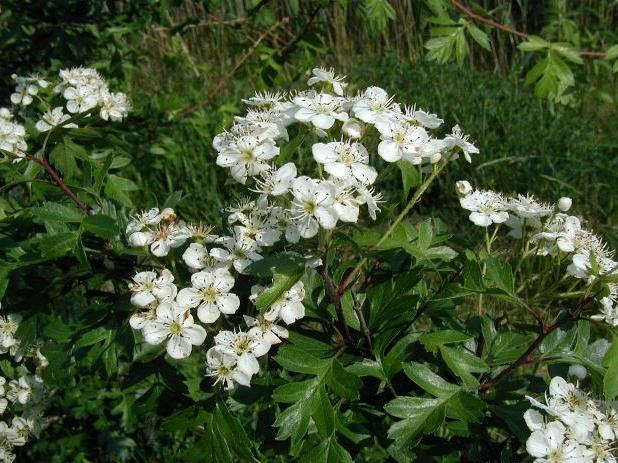
Eenstijlige meidoorn

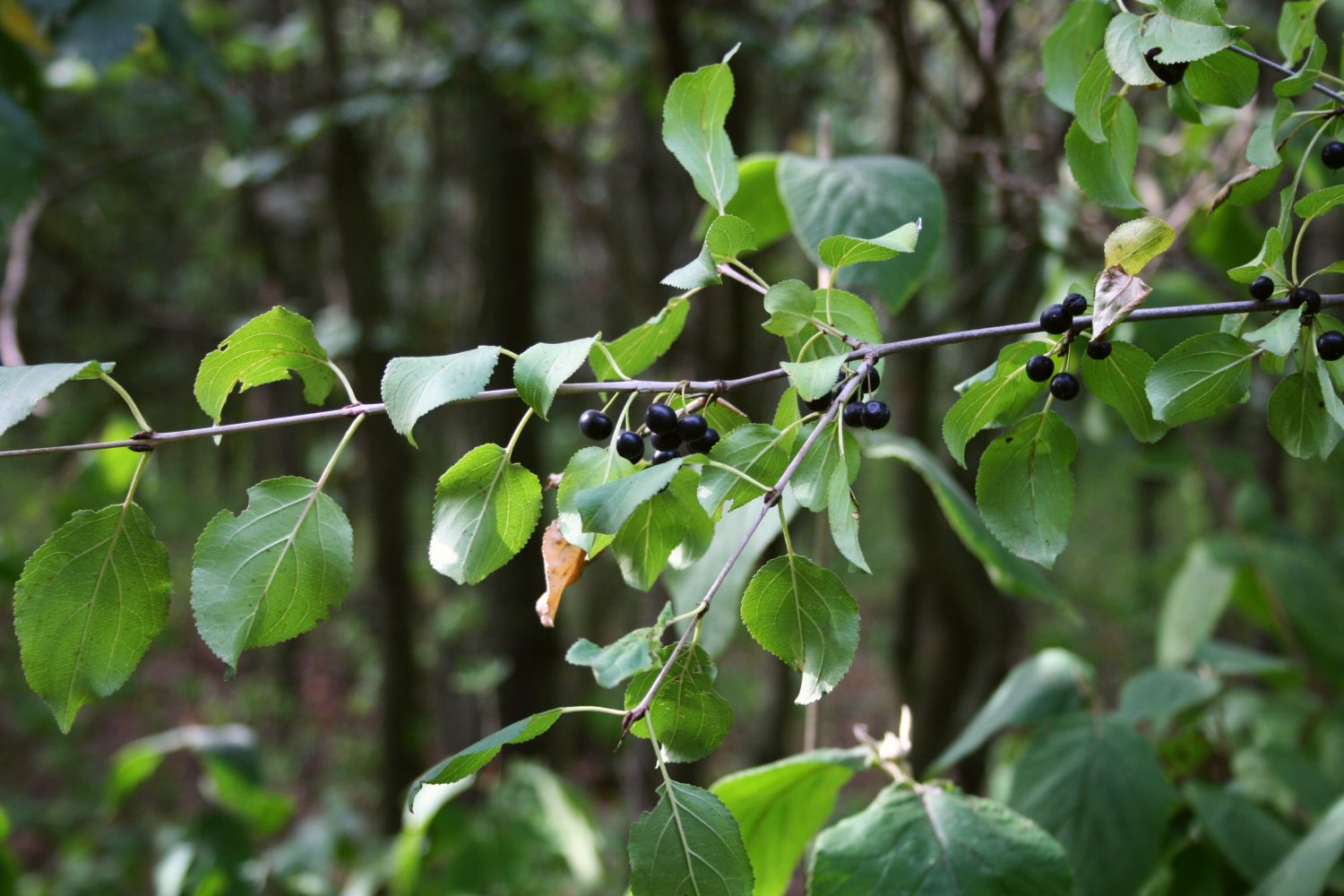
Wegedoorn

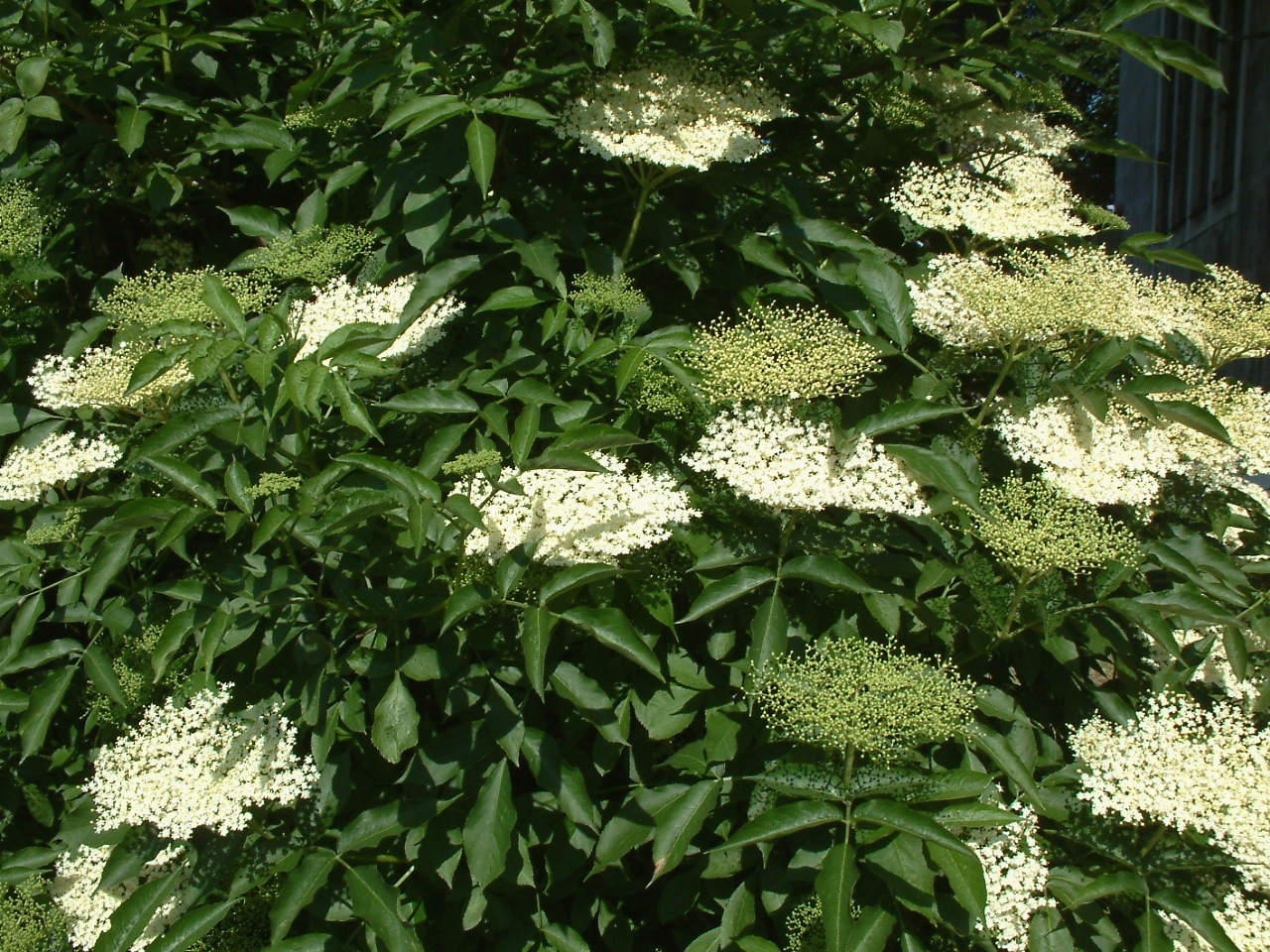
Gewone vlier

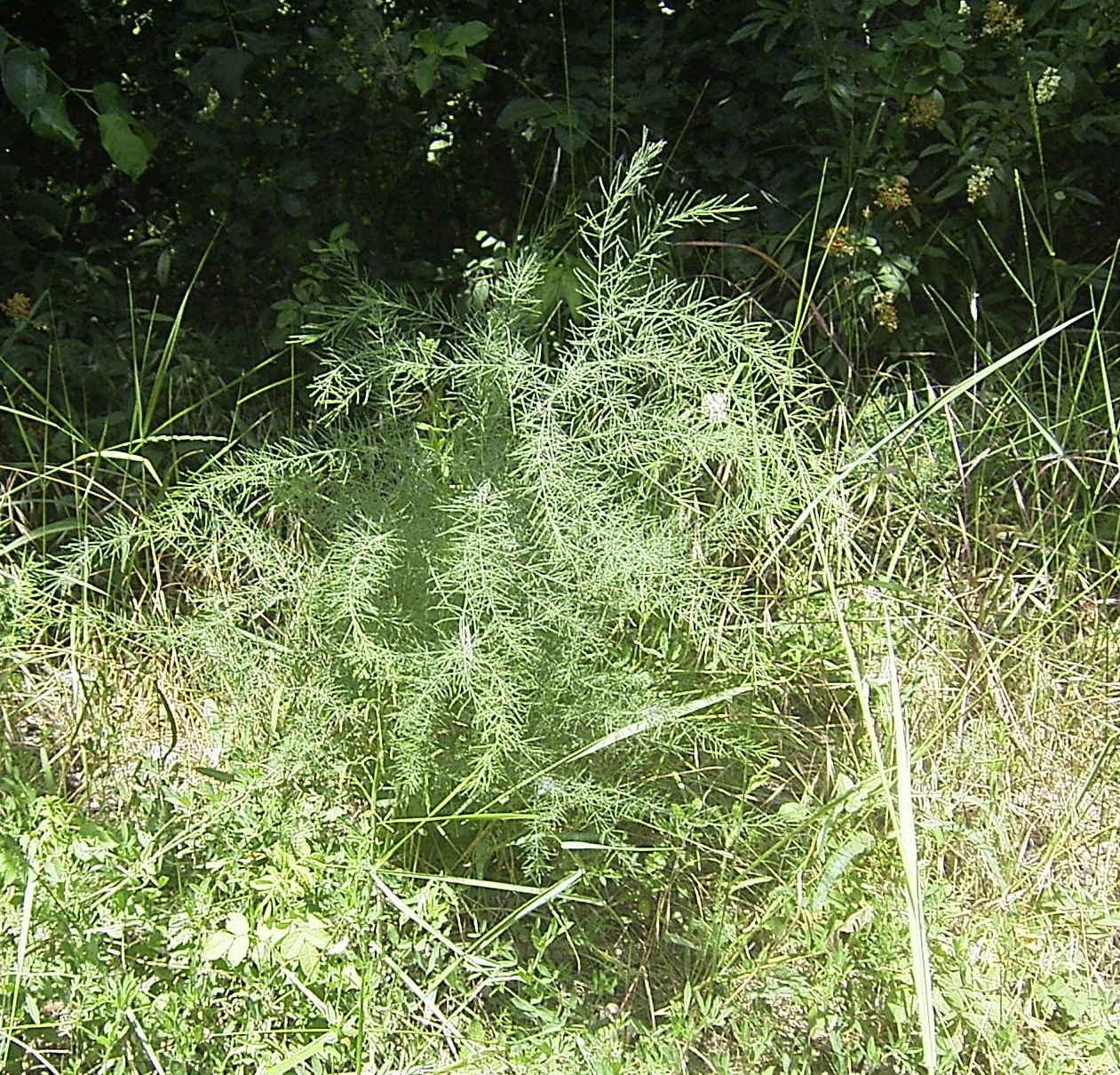
Asperge

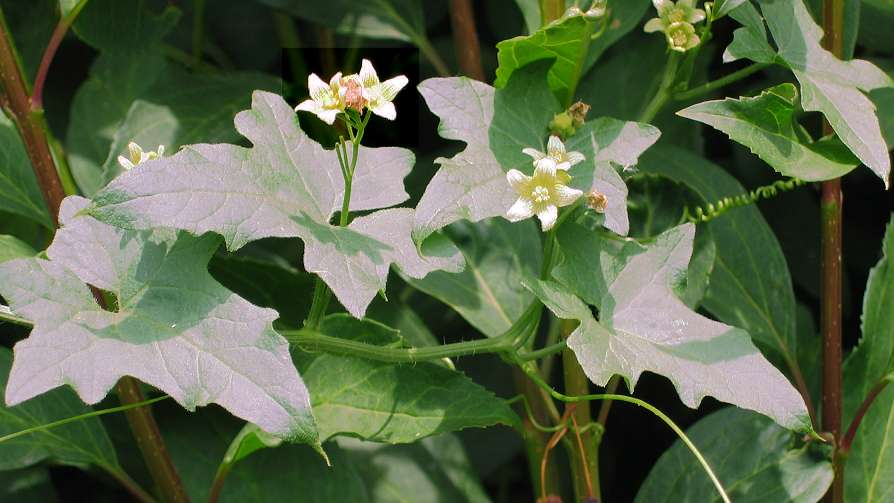
Heggenrank

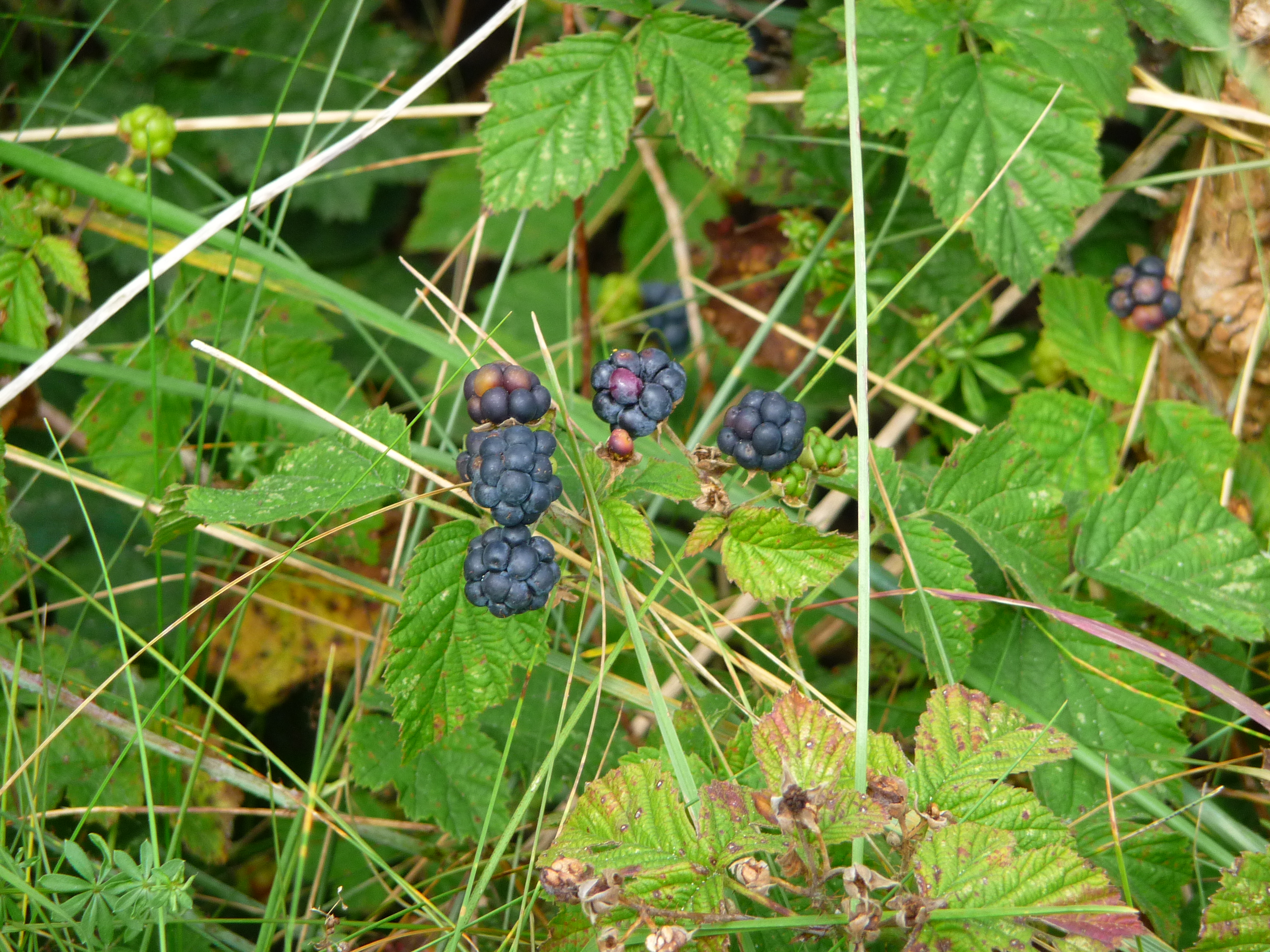
Dauwbraam

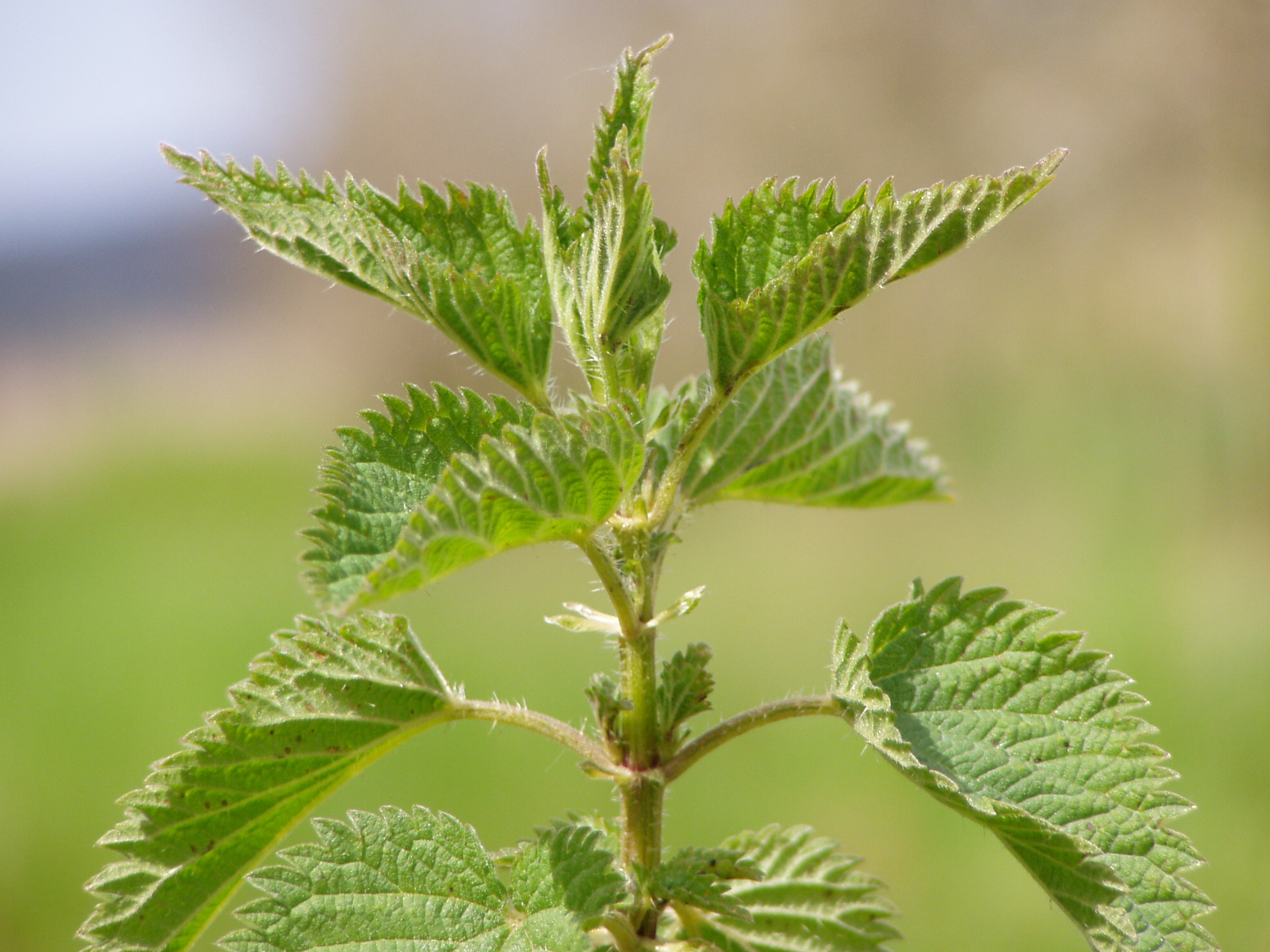
Grote brandnetel

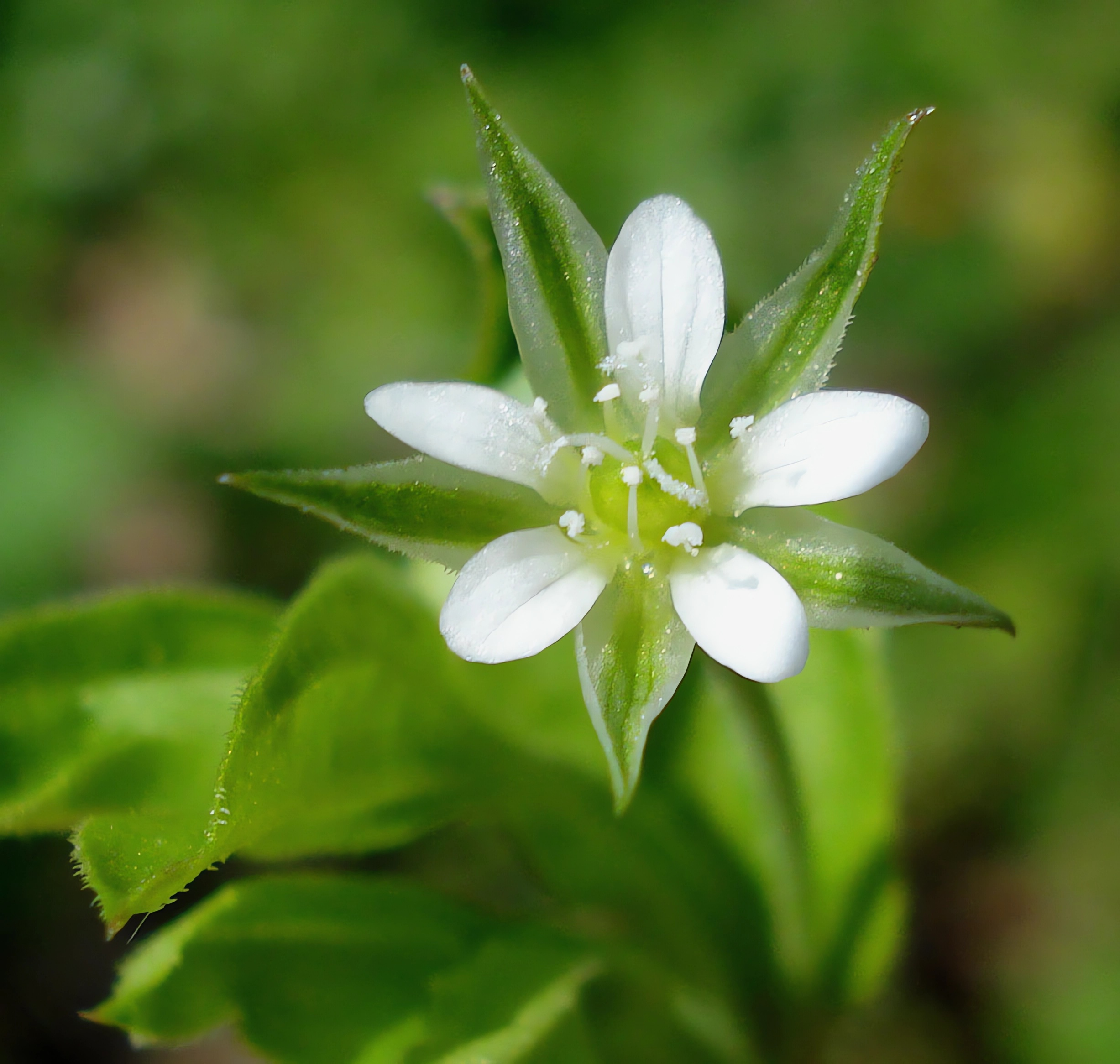
Drienerfmuur

De associatie van wegedoorn en eenstijlige meidoorn heeft geen specifieke kensoorten, maar wordt vooral gekenmerkt door de aanwezigheid en zelfs dominantie van de klasse-kensoorten eenstijlige meidoorn, wegedoorn, duindoorn, wilde kardinaalsmuts, zuurbes, hondsroos en Gelderse roos. De kruidlaag telt een aantal ruigtesoorten als de dauwbraam, grote brandnetel, veldhondstong, bitterzoet, boskruiskruid en koninginnekruid.
De associatie onderscheidt zich van de lager blijvende associatie van duindoorn en vlier en associatie van duindoorn en liguster door het voorkomen van een boomlaag met vooral zomereik, drienerfmuur, robertskruid, geel nagelkruid en bleeksporig bosviooltje in de kruidlaag, en gewoon knopjesmos in de moslaag.
In de onderstaande synoptische tabel staan de belangrijkste diagnostische taxa van de associatie van wegedoorn en eenstijlige meidoorn voor Nederland en Vlaanderen.
Struiklaag
| Kentaxon | Diff.soort | Presentie | Triviale naam        | Botanische naam      | Opmerking  |
| -------- | ---------- | --------- | -------------------- | -------------------- | ---------- |
| kV       |            | > 70%     | wilde liguster       | Ligustrum vulgare    |            |
| kV       |            | > 40%     | duindoorn            | Hippophae rhamnoides |            |
| kV       |            | > 40%     | egelantier           | Rosa rubiginosa      |            |
| kV       |            | > 30%     | zuurbes              | Berberis vulgaris    |            |
| kK       |            | > 90%     | eenstijlige meidoorn | Crataegus monogyna   |            |
| kK       |            | > 60%     | wegedoorn            | Rhamnus cathartica   |            |
| kK       |            | > 60%     | hondsroos            | Rosa canina          |            |
| kK       |            | > 50%     | gewone vlier         | Sambucus nigra       |            |
| kK       |            | > 40%     | wilde kardinaalsmuts | Euonymus europaeus   |            |
|          |            | > 20%     | Gelderse roos        | Viburnum opulus      |            |
|          |            | > 30%     | kruipwilg            | Salix repens         |            |
|          | bg         | > 20%     | zomereik             | Quercus robur        | jonge boom |

Kruidlaag
| Kentaxon | Diff.soort | Presentie | Triviale naam             | Botanische naam        | Opmerking                 |
| -------- | ---------- | --------- | ------------------------- | ---------------------- | ------------------------- |
| kV       |            | > 10%     | asperge                   | Asparagus officinalis  |                           |
| kK       |            | > 40%     | heggenrank                | Bryonia dioica         |                           |
| kK       |            | < 10%     | hop                       | Humulus lupulus        |                           |
|          |            | > 80%     | dauwbraam                 | Rubus caesius          |                           |
|          |            | > 80%     | grote brandnetel          | Urtica dioica          |                           |
|          | dA         | > 70%     | drienerfmuur              | Moehringia trinervia   | t.o.v. andere associaties |
|          |            | > 60%     | duinriet                  | Calamagrostis epigejos |                           |
|          |            | > 50%     | wilde kamperfoelie        | Lonicera periclymenum  |                           |
|          |            | > 50%     | veldhondstong             | Cynoglossum officinale |                           |
|          |            | > 40%     | veldbeemdgras             | Poa pratensis          |                           |
|          |            | > 40%     | boskruiskruid             | Senecio sylvaticus     |                           |
|          |            | > 40%     | welriekende salomonszegel | Polygonatum odoratum   |                           |
|          |            | > 30%     | jakobskruiskruid          | Jacobaea vulgaris      |                           |
|          |            | > 30%     | zandzegge                 | Carex arenaria         |                           |
|          |            | > 30%     | geel walstro              | Galium verum           |                           |
|          |            | > 20%     | bitterzoet                | Solanum dulcamare      |                           |
|          | dA         | >20%      | robertskruid              | Geranium robertianum   | t.o.v. andere associaties |
|          |            | > 20%     | rood zwenkgras            | Festuca rubra          |                           |
|          |            | > 20%     | mannetjesvaren            | Dryopteris filix-mas   |                           |
|          |            | > 20%     | hondsdraf                 | Glechoma hederacea     |                           |
|          |            | > 20%     | kleine veldkers           | Cardamine hirsuta      |                           |
|          | dA         | >20%      | Geel nagelkruid           | Geum urbanum           | t.o.v. andere associaties |
|          |            | > 20%     | kleefkruid                | Galium aparine         |                           |
|          | dA         |           | bleeksporig bosviooltje   | Viola riviniana        | t.o.v. andere associaties |
|          |            |           | koninginnekruid           | Eupatorium cannabinum  |                           |

Moslaag
| Kentaxon | Diff.soort | Presentie | Triviale naam        | Botanische naam          | Opmerking                 |
| -------- | ---------- | --------- | -------------------- | ------------------------ | ------------------------- |
|          |            | > 60%     | gewoon dikkopmos     | Brachythecium rutabulum  |                           |
|          |            | > 40%     | fijn laddermos       | Kindbergia praelonga     |                           |
|          |            | > 30%     | rond boogsterrenmos  | Plagiomnium affine       |                           |
|          |            | > 30%     | groot laddermos      | Pseudoscleropodium purum |                           |
|          |            | > 30%     | gewoon gaffeltandmos | Dicranum scoparium       |                           |
|          | dA         | > 20%     | gewoon knopjesmos    | Aulacomnium androgynum   | t.o.v. andere associaties |
|          |            | > 20%     | gedrongen kantmos    | Lophocolea heterophylla  |                           |
|          |            | > 20%     | gewoon kantmos       | Lophocolea bidentata     |                           |

Orde: Sleedoorn-orde (Prunetalia spinosae)

Verbond: Verbond van sleedoorn en bramen (Pruno-Rubion sprengelii)

Associaties:
Associatie van rode kornoelje en fraaie kambraam (Corno sanguineae-Rubetum vestiti)
 Associatie van sleedoorn en rode grondbraam (Pruno spinosae-Rubetum sprengelii) 
Associatie van egelantier en gedraaide koepelbraam (Roso rubiginosae-Rubetum affinis)

Verbond: Verbond van sleedoorn en meidoorn (Carpino-Prunion)

Associaties:
Associatie van sleedoorn en eenstijlige meidoorn (Pruno-Crataegetum)
 Associatie van hondsroos en jeneverbes (Roso-Juniperetum)

Verbond: Liguster-verbond (Berberidion vulgaris)

Associaties:
Associatie van wegedoorn en eenstijlige meidoorn (Rhamno-Crataegetum)
Associatie van rozen en liguster (Pruno spinosae-Ligustretum)
Associatie van hazelaar en purperorchis (Orchido-Cornetum)

Orde: Trosvlier-orde (Sambucetalia racemosae)

Verbond: Verbond van trosvlier en boswilg (Sambuco racemosae-Salicion capreae)

Associaties:
 Boswilg-associatie (Salicetum capreae)
Verbond: Verbond van wijfjesvaren en framboos (Athyrio filicis-feminae-Rubion idaei)

Associaties:
Associatie van schaduwkruiskruid en tere woudbraam (Senecioni ovati-Rubetum iuvenis)

Associatie van trosvlier en ruwe raspbraam (Sambuco racemosae-Rubetum rudis)
Associatie van sierlijke woudbraam (Rubetum pedemontani)